# Caviaga
Caviaga è una frazione del comune italiano di Cavenago d'Adda, in provincia di Lodi.

## Storia
La località, piccolo borgo agricolo, fu attestata per la prima volta nel 1225.
In età napoleonica (1809-16) Caviaga fu frazione di San Martino in Strada, recuperando l'autonomia con la costituzione del regno Lombardo-Veneto.
Nel 1841 fu aggregato a Caviaga il comune di Muzza Piacentina con la frazione di Muzza Corrada.
All'Unità d'Italia (1861) il comune contava 797 abitanti. Nel 1869 Caviaga fu aggregata a Cavenago d'Adda.
Durante la seconda guerra mondiale, nel 1943 presso Caviaga furono scoperti importanti giacimenti di gas naturale che furono resi noti solo a guerra finita, nel 1949. Il centro divenne sede di impianti AGIP.
Il 15 maggio 1951 Caviaga fu epicentro di una scossa sismica di intensità 5.5 Richter. In uno studio dell'Istituto Nazionale di Geofisica del 1954 si ipotizzò che la causa del sisma non fosse estranea alle attività di estrazione del gas dal giacimento. 

Una revisione effettuata nel 2015 delle registrazioni sismiche, congiuntamente all'utilizzo di tecniche migliorate per la localizzazione degli ipocentri ha portato a determinare che gli ipocentri dei terremoti furono a profondità comprese fra 13 e 35 km, e ubicati maggiormente a settentrione, rispetto al campo di Caviaga con la conclusione che gli eventi sismici non ebbero caratteristiche di eventi indotti, bensì trattasi di terremoti naturali legati alla tettonica regionale 

## Società

### Religione
La parrocchia di Caviaga, dedicata a San Giacomo Maggiore Apostolo, è compresa nel vicariato di San Martino in Strada della diocesi di Lodi.